# Liste der größten Lebewesen
Dieser Artikel listet die größten Lebewesen nach Gewicht und Abmessungen auf.
Je nach Definition kann sich die Festlegung eines einzigen Taxons als größtes Lebewesen einer Kategorie als schwierig gestalten. So kann beispielsweise die Gelbe Haarqualle den Blauwal in der Länge übertreffen, wenn man die Tentakellänge (36,5 Meter) als Kriterium wählt, allerdings erreichen deren dünne Tentakel nicht im Entferntesten die Masse (vulgo Gewicht) und das Volumen des Blauwals, der deshalb als größtes Tier gelistet wird. Noch länger werden Staatsquallen wie die Portugiesische Galeere (Tentakellänge 55 Meter), hierbei handelt es sich jedoch nicht um ein einziges Tier, sondern um eine Kolonie von Polypen. Die maximalen Längen des dünnen Wurms Lineus longissimus (55 Meter) sowie die einiger sauropoder Dinosaurier (vermutlich etwa 35 Meter) übertreffen die des Blauwals ebenfalls, allerdings ist dieser deutlich massiger und voluminöser und gilt deshalb als das größte bekannte Tier aller Zeiten. Bezüglich des Gewichts könnte ihm der 2023 beschriebene fossile Wal Perucetus colossus mit möglicherweise bis zu 340 Tonnen Konkurrenz gemacht haben. Möglicherweise erreichte er jedoch auch mit 85 oder 180 Tonnen ein geringeres Gewicht als der bis zu 200 Tonnen schwere Blauwal.
Größen- und Gewichtsschätzungen fossiler Organismen können sich als schwierig gestalten. Hier sind nur mehr oder weniger grobe Annäherungen möglich. In vielen Fällen ist das Fossilmaterial sehr unvollständig oder es liegen Funde unterschiedlicher Taxa vor, die sich in Größe und Gewicht vermutlich sehr ähnelten, was die Festlegung auf eines dieser Taxa als größtes oder schwerstes Lebewesen zusätzlich erschwert. Ein Beispiel hierfür ist der Titel größtes Landtier, für den mehrere sauropode Dinosaurier infrage kommen. Es ist zudem davon auszugehen, dass ein großer Teil der fossilen Arten noch nicht entdeckt wurde oder niemals entdeckt werden wird, weil keine Überreste mehr bis in die heutige Zeit erhalten sind (darunter möglicherweise größere oder schwerere als die bisher bekannten).
Die Kategorien dieser Liste sind zum Teil nicht monophyletisch, stellen also nicht zwangsläufig taxonomische Einheiten dar. Beispiele hierfür sind die Fische oder die Reptilien.
Die folgende Liste beschränkt sich pro Kategorie jeweils auf ein Taxon. Die angegebenen Größen- und Gewichtsangaben können Maximalwerte darstellen, die von den durchschnittlichen Werten abweichen. Für nähere Informationen diesbezüglich siehe den entsprechenden Artikel.

## Allgemein
- Größter Organismus: Dunkler Hallimasch im Malheur National Forest, Oregon, Humongous Fungus – „riesiger Pilz“ – gilt nach derzeitigem Kenntnisstand mit rund 9 Quadratkilometern (je nach Quelle um die 880 Hektar oder 965 Hektar) bezogen auf seine Fläche als das größte Lebewesen und der größte Pilz der Erde. Sein Gewicht wurde auf 7567 bis 35.000 Tonnen geschätzt.[2]
- Größter Genet: Posidonia australis in Shark Bay (200 km²)[3]
- Größte lebende Struktur: Great Barrier Reef (347.800 km²)

## Größtes Tier

Der Blauwal ist das schwerste bekannte Tier der Erdgeschichte:

- Größtes Tier: Blauwal (33 Meter, 200 Tonnen)
- Größtes Landtier: Maraapunisaurus fragillimus (35 Meter, 100 Tonnen)
- Größtes rezentes Landtier: Giraffe (Größe, 6 Meter); Afrikanischer Elefant (Gewicht, 6,05 Tonnen)
- Größtes räuberisch lebendes Tier: Pottwal (20 Meter, 50 Tonnen)
- Größtes flugfähiges Tier: Quetzalcoatlus nothropi (Spannweite 12 Meter, 200 kg)
- Größtes rezentes flugfähiges Tier: Wanderalbatros (Spannweite, 3,5 Meter), Riesentrappe (Gewicht, 19 kg)

### Säugetiere
- Größtes Säugetier: Blauwal (33 Meter, 200 Tonnen)
- Größtes Landsäugetier: Paraceratherium (8,7 Meter, 20 Tonnen)
- Größtes rezentes Landsäugetier: Giraffe (Größe, 6 Meter); Afrikanischer Elefant (Gewicht, 6,05 Tonnen)
- Größtes räuberisches Säugetier: Pottwal (20 Meter, 50 Tonnen)
- Größtes räuberisches Landsäugetier: Andrewsarchus mongoliensis (3,8 Meter, 1000 kg)
- Größtes rezentes räuberisches Landsäugetier: Eisbär (3,4 Meter, 500 kg)

#### Menschen
- Größter Mann: Robert Wadlow (2,72 Meter)
- Größte Frau: Zeng Jinlian (2,48 Meter)

### Fische
- Größter Fisch: Megalodon (18 Meter, 60 Tonnen)
- Größter rezenter Fisch: Walhai (13,7 Meter, 12 Tonnen)
- Größter Knochenfisch: Leedsichthys problematicus (16,5 Meter, 45 Tonnen)
- Größter rezenter Knochenfisch: Regalecus glesne, (Größe, 8 Meter); Mola alexandrini (Gewicht, 2,7 Tonnen)
- Größter rezenter räuberischer Fisch: Weißer Hai (5 Meter, 3,5 Tonnen)

### Vögel
- Größter Vogel: Pachystruthio dmanisensis (Größe, 3,5 Meter); Aepyornis maximus (Gewicht, 1000 kg)[4]
- Größter gegenwärtig lebender Vogel: Afrikanischer Strauß (2,5 Meter, 110 kg)
- Größter flugfähiger Vogel: Pelagornis sandersi (Spannweite, 7,4 Meter); Argentavis magnificens (Gewicht, 72 kg)
- Größter rezenter flugfähiger Vogel: Wanderalbatros (Spannweite, 3,5 Meter); Riesentrappe (Gewicht, 19 kg)
- Größter räuberischer Vogel: Kelenken guillermoi (3 Meter, 200 kg)
- Größter gegenwärtig lebender räuberischer Vogel: Riesenseeadler (Spannweite 2,8 Meter)

### Amphibien
- Größtes Amphibium: Prionosuchus (9 Meter)
- Größtes rezentes Amphibium: Chinesischer Riesensalamander (1,8 Meter, 60 kg)

### Reptilien
- Größtes Reptil: Maraapunisaurus fragillimus (35 Meter, 100 Tonnen)
- Größtes rezentes Reptil: Große Anakonda (Größe, 9 Meter); Leistenkrokodil (Gewicht, 1.000 kg)

### Insekten
- Größtes Insekt: Meganeuropsis permiana (Flügelspannweite 71 cm)
- Größtes rezentes Insekt: Stabschrecke Phryganistria chinensis (Größe, 64 cm), Goliathkäfer Goliathus goliatus (Gewicht der Larve, 115 g)
- Größtes rezentes flugfähiges Insekt: Thysania agrippina (Spannweite 30 cm)

### Spinnentiere
- Größter Skorpion: Pulmonoscorpius kirktonensis (70 cm)
- Größter rezenter Skorpion: Heterometrus swammerdami (29 cm)
- Größte Spinne: Laotische Riesenkrabbenspinne (Beinspannweite, 30 cm), Theraphosa blondi (Gewicht, 200 g)

### Krebstiere
- Größtes Krebstier: Japanische Riesenkrabbe (Beinspannweite 3,7 Meter)

### Tausendfüßer
- Größter Tausendfüßer: Arthropleura (2,5 Meter)
- Größter rezenter Tausendfüßer: Brasilianischer Riesenläufer (30 cm)

### Nesseltiere
- Größte Staatsqualle: Portugiesische Galeere (Tentakellänge 50 Meter)
- Größte Schirmqualle: Gelbe Haarqualle (Schirmdurchmesser 2,28 Meter; Tentakellänge 36,5 Meter)
- Größte Seeanemone: Discoma (Durchmesser ihrer ausgestreckten Tentakel 0,61 Meter)

### Weichtiere
- Größte Schnecke: Aplysia vaccaria (99 cm)
- Schnecke mit dem größten Gehäuse: Große Rüsselschnecke (90 cm)
- Größte Landschnecke: Echte Achatschnecke (39,3 cm)
- Größte Muschel: Platyceramus platinus (3 Meter)
- Größte rezente Muschel: Tridacna gigas (1,15 Meter, 333 kg)

- Größter Kopffüßer: Koloss-Kalmar (14 Meter, 750 kg)
- Kopffüßer mit dem größten Gehäuse: Cameroceras (9 Meter)
- Größter Ammonit: Parapuzosia seppenradensis (Gehäusedurchmesser 2,5 Meter; 3,5 Tonnen)
- Größter Krake: Pazifischer Riesenkrake (Durchmesser bei ausgestreckten Armen 9,6 Meter; 272 kg)

### Würmer
- Längster Wurm: Lineus longissimus (55 Meter)
- Längster Blutegel: Haementeria ghilianii (0,3 Meter)
- Längster Ringelwurm: Microchaetus rappi (7,6 Meter)

### Schwämme
- Größter Schwamm: Spheciospongia vessparium (Höhe 1,05 Meter; Durchmesser 0,91 Meter)

### Stachelhäuter
- Größter Seestern: Midgardia xandaros (Durchmesser, 1,38 Meter); Thromidia gigas (Gewicht, 6 kg)
- Größter Seeigel: Sperosoma giganteum (Körperdurchmesser 0,32 Meter)
- Größte Seegurke: Gefleckte Wurmseegurke (2,5 Meter)

## Größter Einzeller
- Größter Einzeller: Physarum polycephalum (5,54 Quadratmeter)

## Größte Bakterie
- Größte Bakterie: Thiomargarita magnifica (Länge 0,9–2,0 Zentimeter)

## Größtes Virus
- Größtes Virus: Citrus tristeza (Länge 0,0006 Millimeter)

## Größte Pflanze
- Größter singulärer Laubbaum: Rieseneukalyptus (132 Meter)
- Größter Nadelbaum: Küstenmammutbaum (Hyperion (Baum)) (115,85 Meter)
- Größtes Volumen einer Pflanze: Riesenmammutbaum (General Sherman Tree) (83,8 Meter, 1486,9 m³)
- Größte Palme: Honigpalme (30 Meter)
- Größter Kaktus: Pachycereus pringlei (20 Meter)
- Größte Blüte: Riesenrafflesie (1 Meter Durchmesser, 11 kg)

## Größter Pilz
- Größter Pilz (Organismus): Dunkler Hallimasch (9 km², 7567 bis 35.000 Tonnen)
- Größter Pilzfruchtkörper: Phellinus ellipsoideus (10,85 Meter, 450 kg)
- Größter essbarer Pilzfruchtkörper: Riesenbovist (23,7 kg; Durchmesser 1,5 Meter)[5][6]
- Größter Hutpilz: Termitomyces titanicus (Durchmesser des Huts 1 Meter)